# Barnens ö
Barnens ö é um filme de drama sueco de 1980 dirigido e escrito por Kay Pollak. Foi selecionado como representante da Suécia à edição do Oscar 1981, organizada pela Academia de Artes e Ciências Cinematográficas. O filme foi banido da Austrália em 2014, após controvérsia com suposta pornografia infantil.

## Elenco
- Tomas Fryk - Reine Larsson
- Ingvar Hirdwall - Stig Utler
- Anita Ekström - Harriet Larsson
- Börje Ahlstedt - Hester
- Lars-Erik Berenett - Esbjörn
- Hjördis Petterson -  Olga
- Sif Ruud - Mrs. Bergman-Ritz
- Lena Granhagen - Helen
- Majlis Granlund - Lotten
- Malin Ek - Kristina
- Maud Sjökvist - Maria
- Hélène Svedberg - Nora

## Controvérsia
A Autoridade Australiana de Comunicações e Mídia enviou para o Conselho Australiano de Classificação um pedido de revisão de classificação +18 em 2013, após uma denúncia anônima. Após a revisão a polícia federal anulou a classificação, com três membros do Conselho de Revisão de Classificação indicando que a cena descritiva de masturbação por um garoto em 49 segundos provavelmente seria ofensiva a um adulto comum. Na cena, o pênis ereto do menino é nitidamente visível em um close de três segundos.
"O comitê de revisão considerou que, embora a cena seja relevante para a história e tenha uma duração curta, ainda é a representação da atividade sexual real por um menor e não é justificada pelo contexto." Outras cenas impróprias para menores foram aprovadas pelo comitê, pois eram justificadas pelo contexto.
Quem comprar, vender ou exibir o filme em público enfrentará multas de até 275 mil dólares estadunidenses e até 10 anos de prisão. A posse do filme na Austrália Ocidental e em partes do Território do Norte constitui uma ofensa criminal.
Chris Berg, pesquisador do Instituto de Relações Públicas que defende a liberdade de expressão disse: "É um exagero bizarro e extraordinário da parte da AFP ir ao Conselho de Revisão de Classificação para censurar os filmes." 